# Monoblet
Monoblet – miejscowość i gmina we Francji, w regionie Oksytania, w departamencie Gard.
Według danych na rok 1990 gminę zamieszkiwały 542 osoby, a gęstość zaludnienia wynosiła 25 osób/km² (wśród 1545 gmin Langwedocji-Roussillon Monoblet plasuje się na 497. miejscu pod względem liczby ludności, natomiast pod względem powierzchni na miejscu 342.).